# Osthimosia socialis
Osthimosia socialis är en mossdjursart som beskrevs av Taylor, Schembri och Cook 1989. Osthimosia socialis ingår i släktet Osthimosia och familjen Celleporidae. Inga underarter finns listade i Catalogue of Life.